# Drömmarnas tid
Drömmarnas tid (originaltitel: American Dreams) är en amerikansk TV-serie som visades 2002 till 2005. Serien utspelar sig i Philadelphia under 1960-talet. Den handlar om familjen Pryor, som upplever 1960-talet med rasism och svart medvetenhet, kvinnans frigörelse och Vietnamkriget.
En stor del av serien kretsar kring det amerikanska TV-programmet American Bandstand där dåtidens populäraste artister uppträdde. Många av dessa artister porträtteras i Drömmarnas tid av nutida artister såsom Kelly Rowland, Usher, Kelly Clarkson, Macy Gray, Jason Mraz, Wyclef Jean och John Legend.

## Rollista, urval
- Jack Pryor - Tom Verica
- Helen Pryor, hans fru - Gail O'Grady
- J.J. Pryor, deras äldste son - Will Estes
- Meg Pryor, deras äldsta dotter - Brittany Snow
- Patty Pryor, deras yngre dotter - Sarah Ramos
- Will Pryor, deras yngre son - Ethan Dampf
- Roxanne Bojarski, Megs bästa vän - Vanessa Lengies
- Henry Walker, Jacks anställde/kompanjon - Jonathan Adams
- Sam Walker, Henry son - Arlen Escarpeta
- Beth Mason, J.J.'s flickvän - Rachel Boston